# Грюневальдт
Грюневальдт (Гринвальд, нем. von Grünewaldt) — прибалтийский дворянский род.
Впервые род упоминается в XVI столетии. Представители российской ветви, начавшейся с сыновей Иоганна Георга Грюневальдта (эст.) (1763—1817), имели фамилию Гринвальд: Родион Егорович (1797—1877) — генерал от кавалерии и член Государственного Совета и Иван Егорович (1796—1862) — сенатор. Также известность приобрёл Артур Александрович Гринвальд (1847—1922) — генерал-адъютант, генерал от кавалерии.
Род этот внесен в дворянские матрикулы Курляндской, Лифляндской и Эстляндской губерний.

## Описание герба
В серебряном поле на зеленом холме натурального цвета ель.
Щит увенчан дворянским коронованным шлемом. Нашлемник — натурального цвета ель. Намет зеленый с серебром.